# ام. شدوز
متیو چارلز سَندرز (زاده ۳۱ ژوئیه ، ۱۹۸۱) که با نام ام. شدوز شناخته می‌شود، خواننده گروه هوی متال اونجد سون فولد است.

## نام مستعار
متیو مانند دیگر اعضای گروه اونجد سون فولد از نام مستعار استفاده می کند. او در مصاحبه ای اظهار کرد که از نظر خودش، «تاریک ترین عضو گروه» است و به همین دلیل نام هنری خود را به این شکل برگزیده. حرف ام در اسم مستعار او، مخفف نام کوچکش متیو میباشد که به خاطر طولانی بودن و نحوه ی تلفظش از آن صرف نظر کرده. او همچنین اضافه کرد که ایده ی انتخاب نام مستعار در بین اعضای بند از موسیقیدان های موفق تاثیرگذار بر گروه که از اسم هنری استفاده میکردند الهام گرفته شده. (به عنوان مثال: اسلش از گروه گانز ان روزز و اعضای گروه اسلیپ نات)

## حضور در اونجد سون فولد
متیو و جیمز سالیوان دوستان قدیمی بودند و اولین افرادی که قصد ساخت گروه موسیقی را پیدا کردند. چندی بعد زکی ونجینس هم به آنها اضافه شد و این سه به کمک هم گروه اونجد سون فولد را تشکیل دادند زکی و د ریو دوستان دبیرستانی متیو بودند چندی بعد سینیستر گیتس دوست صمیمی د ریو نیز به این گروه اضافه شد بدین ترتیب نوازنده ی گیتار لید نیز پا به این گروه نهاد.

## آهنگ‌ها
متیو به جز آلبوم‌هایی که به همراه گروه اونجد سون فولد منتشر کرده، چند آهنگ به همراه خوانندگان و گروه‌های دیگر نیز اجرا کرده که به شرح زیر است:
- ۲۰۰۲: Savior, Saint, Salvation به همراه بلیدیگ ترو
- ۲۰۰۵: Entombed We Collide به همراه دد بای استریو
- ۲۰۰۷: The River به همراه گودشارلوت
- ۲۰۱۰: Nothing to Say به همراه اسلش
- ۲۰۱۱: Go Alone به همراه هل اور های‌واتر
- ۲۰۱۲: Save me به همراه سینیستر گیتس و مشین گان کلی
- ۲۰۱۲: Sandpaper به همراه فازی
- ۲۰۱۳: Haze به همراه دیوایس
- ۲۰۲۰: Street Spirit به همراه جان دالمایان و تام مورلو (کاور آهنگی به همین نام از ریدیوهد)

## زندگی خصوصی
ام. شدوز در ۱۷ اکتبر ۲۰۰۹ با والری دایبندتو، بازیگر و طراح مد آمریکایی ازدواج کرد. این زوج دارای دو فرزند میباشند. فرزند اول آنها، ریور ، در روز چهارم ژوئیه ۲۰۱۲ متولد شد و فرزند دوم، کَش ، در ۱۵ اوت ۲۰۱۴ به دنیا آمد.